# Sovětská fotbalová Vtoraja nizšaja liga
Sovětská fotbalová Vtoraja nizšaja liga (rusky Вторая низшая лига СССР по футболу) je dnes již neexistující čtvrtá nejvyšší fotbalová soutěž a zároveň i poslední ligová soutěž pořádaná na území SSSR. Pořádala se v letech 1936–1991. Během této doby se několikrát změnil název i formát soutěže.

## Názvy soutěže
Zdroj: 
- 1936–1937: Gruppa G
- 1937–1969: nehrálo se
- 1970: Klass B
- 1971–1989: nehrálo se
- 1990–1991: Vtoraja nizšaja liga